# Nasrovci
Nasrovci (arabština: بنو نصر banū Naṣr nebo banū al-Aḥmar; česky někdy poangličtěle Nasrídové) byla poslední a zároveň nejdéle vládnoucí arabská muslimská dynastie v Iberii, tedy na Pyrenejském poloostrově. Vládla více než 250 let od založení Granadského emirátu v roce 1230 až do jeho připojení ke katolickému Španělsku v roce 1492. Nasrovci ovládali tento emirát z Granady. Dynastie se dostala k moci po porážce Almohadského kalifátu v roce 1212 v bitvě u Las Navas de Tolosa. Dvacet tři emírů vládlo od založení dynastie v roce 1230 Muhammadem I. až do 2. ledna 1492, kdy se Muhammad XII. vzdal křesťanským španělským králům Aragonu a Kastilie Ferdinandovi II. Aragonskému a Isabelle I. Kastilské. Dnes je nejznámější památkou na vládu této dynastie palácový komplex Alhambra, postavený za jejich vlády.

## Konflikty dědictví a občanské války
V době, kdy křesťané zahájili boj proti muslimskému emirátu Granada, byli Nasrovci zapojeni do občanské války o granadský trůn. Když byl vládnoucí emír Abu l-Hasan Ali, sultán z Granady, poražen svým synem Muhammadem XII. , ustoupil do Málagy a mezi nepřátelskými frakcemi vypukla občanská válka. Křesťané toho plně využili a pokračovali v dobývání muslimských pevností. Muhammad XII. byl zajat křesťanskými silami v roce 1483 u španělského města Lucena. Avšak poté, co složil přísahu věrnosti španělským katolickým vládcům Ferdinandu II. Aragonskému a Isabelle I. Kastilské byl osvobozen. Abu l-Hasan Ali nakonec abdikoval ve prospěch svého bratra Muhammada XIII., granadského sultána křesťany zvaného Al-Zaghal, a boj o moc pokračoval. Al-Zaghal v boji zvítězil, ale byl nucen se vzdát křesťanským dobyvatelům. Abu 'Abd Alláh (Muhammad XII.) dostal panství v horách Alpujarras. To ale odmítl a místo toho získal finanční odškodnění od španělské koruny za podmínky, že opustí Iberský poloostrov.

## Rodokmen
Nasrovská dynastie pochází z arabského kmene Banu Chazraj. Dynastie odvozovala svůj původ v mužské linii od Sa'd ibn Ubadaha, jednoho ze společníků islámského proroka Mohameda. Rodokmen nasrovských sultánů ukazuje genealogický vztah mezi každým sultánem počínaje společným předkem Jusufem al-Ahmarem. Dcery jsou vynechány, stejně jako synové, jejichž potomci nikdy nevládli. Během období soupeření o trůn rodokmen obecně uznává sultána, který řídil samotné město Granada a palác Alhambra.

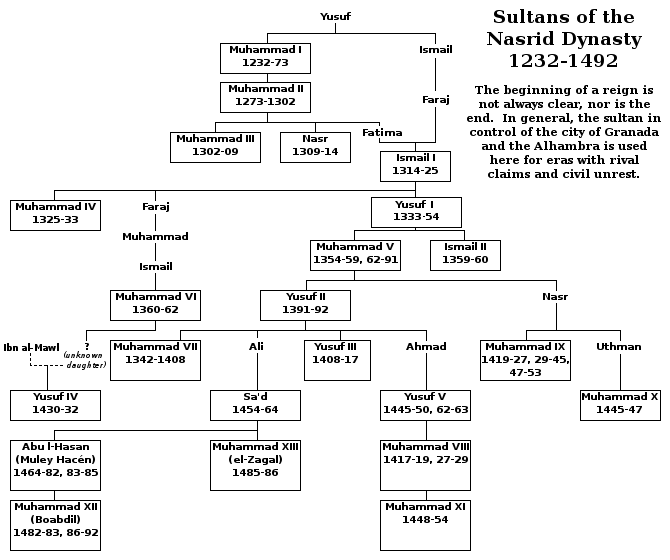
rodokmen

## Seznam nasrovských sultánů v Granadě
První dynastie (al-dawla al-ghalibiyya)
- Muhammad I. Granadský (1238–1272)
- Muhammad II. Granadský (1273–1302)
- Muhammad III. Granadský (1302–1309)
- Abu al-Jujuš Nasr (1309–1314)

Druhá dynastie (al-dawla al-isma'iliyya al-nasriyya)
- Ismail I. Granadský (1314–1325)
- Muhammad IV. Granadský (1325–1333)
- Jusuf I. Granadský (1333–1354)
- Muhammad V. Granadský (1354–1359, 1362–1391)
- Ismail II. Granadský (1359–1360)
- Muhammad VI. Granadský (1360–1362)
- Jusuf II. Granadský (1391–1392)
- Muhammad VII. Granadský (1392–1408)
- Jusuf III. Granadský (1408–1417)
- Muhammad VIII. Granadský (1417–1419, 1427–1429)
- Muhammad IX. Granadský (1419–1427, 1430–1431, 1432–1445, 1448–1453)
- Jusuf IV. Granadský (1432)
- Jsuf V. Granadský (1445–1446, 1462)
- Muhammad X. Granadský (1446–1447)
- Ismail III. Granadský (1447–1448)
- Muhammad XI. Granadský (1453–1454)
- Abu Nasr Sa'd Granadský (1454–1462, 1463–1464)
- Ismail IV. Granadský (1462-1463)
- Abu l-Hasan Ali Granadský, známý jako Muley Hacén (1464–1482, 1483–1485)
- Muhammad XII., známý jako Boabdil (1482–1483, 1486–1492)
- Muhammad XIII., známý jako El Zagal (1485–1486)